# エリアス・ジェラート
イリアス・イェラート（Elias Jelert, 2003年6月12日 - ）は、デンマーク・ヴィロム出身のプロサッカー選手。デンマーク・スーペルリーガ・FCコペンハーゲン所属。ポジションはディフェンダー（サイドバック）。

## 経歴

### クラブ
地元ヴィロムのクラブを経て、15歳のときにFCコペンハーゲンの下部組織へと移った。
2021年8月11日、クラブと初のプロ契約を交わし、10月17日、スナユスケ・フッボルト戦でプロデビュー。デビューシーズン、自身は途中出場が多かったが、クラブはデンマーク・スーペルリーガを制した。
2022年5月24日、クラブとの契約を4年間延長することで合意。2023年3月12日には、ホーセンス戦でプロ初ゴールを記録した。
2024年7月25日、トルコのガラタサライに移籍。5年契約で、移籍金は900万ユーロと公表された。
トルコでのデビューシーズン、途中出場が多かったものの、両サイドバックや両サイドハーフで起用され、マルチロールとして国内リーグ、カップの2冠獲得に貢献。2024年12月22日、UEFAヨーロッパリーググループステージのマルメ戦では、UEFAの主要国際大会初ゴールを挙げた。

### 代表
2021年からデンマークの世代別代表に選出され、UEFA U-19欧州選手権予選などに出場。
2023年10月17日、UEFA EURO予選のサンマリノ戦に先発出場し、A代表初キャップ。
2025年のUEFA U-21欧州選手権では3試合に出場した。

## 個人成績

### クラブ
| 国内大会個人成績 | 国内大会個人成績 | 国内大会個人成績 | 国内大会個人成績 | 国内大会個人成績 | 国内大会個人成績 | 国内大会個人成績 | 国内大会個人成績 | 国内大会個人成績 | 国内大会個人成績 | 国内大会個人成績 | 国内大会個人成績 |
| 年度             | クラブ           | 背番号           | リーグ           | リーグ戦         | リーグ戦         | リーグ杯         | リーグ杯         | オープン杯       | オープン杯       | 期間通算         | 期間通算         |
| 年度             | クラブ           | 背番号           | リーグ           | 出場             | 得点             | 出場             | 得点             | 出場             | 得点             | 出場             | 得点             |
| デンマーク       | デンマーク       | デンマーク       | デンマーク       | リーグ戦         | リーグ戦         | リーグ杯         | リーグ杯         | オープン杯       | オープン杯       | 期間通算         | 期間通算         |
| ---------------- | ---------------- | ---------------- | ---------------- | ---------------- | ---------------- | ---------------- | ---------------- | ---------------- | ---------------- | ---------------- | ---------------- |
| 2021-22          | FCコペンハーゲン | 38               | スーペルリーガ   | 11               | 0                | -                | -                | 0                | 0                | 11               | 0                |
| 2022-23          | FCコペンハーゲン | 19               | スーペルリーガ   | 26               | 1                | -                | -                | 7                | 0                | 33               | 1                |
| 2023-24          | FCコペンハーゲン | 19               | スーペルリーガ   | 29               | 0                | -                | -                | 3                | 0                | 32               | 0                |
| トルコ           | トルコ           | トルコ           | トルコ           | リーグ戦         | リーグ戦         | トルコ杯         | トルコ杯         | オープン杯       | オープン杯       | 期間通算         | 期間通算         |
| 2024-25          | ガラタサライ     | 24               | スュペル・リグ   | 21               | 0                | 3                | 0                | -                | -                | 24               | 0                |
| 通算             | デンマーク       | デンマーク       | スーペルリーガ   | 66               | 1                | -                | -                | 10               | 0                | 76               | 1                |
| 通算             | トルコ           | トルコ           | スュペル・リグ   | 21               | 0                | 3                | 0                | -                | -                | 24               | 0                |
| 総通算           | 総通算           | 総通算           | 総通算           | 87               | 1                | 3                | 0                | 10               | 0                | 100              | 1                |

### 代表
| デンマーク代表 | 国際Aマッチ | 国際Aマッチ |
| 年             | 出場        | 得点        |
| -------------- | ----------- | ----------- |
| 2023           | 1           | 0           |
| 2024           | 2           | 0           |
| 通算           | 3           | 0           |

## タイトル

### クラブ
FCコペンハーゲン
- デンマーク・スーペルリーガ（2021-22, 2023-24）[4][14]
- デンマーク・カップ（2022-23）

ガラタサライ
- スュペル・リグ（2024-25）[9]
- テュルキエ・クパス（2024-25）[9]